# Futebol nos Jogos Olímpicos de Verão de 2016 - Grupo F
O grupo F do torneio feminino de futebol nos Jogos Olímpicos de Verão de 2016 será realizado de 3 a 9 de agosto de 2016 e é formado pela Alemanha, Austrália, Canadá e Zimbabwe.

## Estádios
| Arena Corinthians  |
| Capacidade: 47 605 |
|                    |
| Salvador, BA       |
| Arena Fonte Nova   |
| Capacidade: 50 000 |
|                    |
| Brasília, DF       |
| Estádio Nacional   |
| Capacidade: 68 000 |
|                    |

## Equipes
| Posição | Equipe    | Confederação | Qualificação                                    | Data da qualificação    | Aparições Olímpicas | Última aparição | Melhor performance                   | Ranking |
| ------- | --------- | ------------ | ----------------------------------------------- | ----------------------- | ------------------- | --------------- | ------------------------------------ | ------- |
| F1      | Canadá    | CONCACAF     | Qualificação da CONCACAF: 2º lugar              | 19 de fevereiro de 2016 | 3º                  | 2012            | Medalha de bronze (2012)             | 10      |
| F2      | Austrália | AFC          | Qualificação da AFC: 1º lugar                   | 7 de março de 2016      | 3º                  | 2004            | 5º lugar (2004)                      | 5       |
| F3      | Zimbabwe  | CAF          | Qualificação da CAF: finalista                  | 18 de outubro de 2015   | 1º                  | Estreante       | Estreante                            | 95      |
| F4      | Alemanha  | UEFA         | Qualificação da Copa do Mundo de 2015: 4º lugar | 26 de junho de 2015     | 5º                  | 2012            | Medalha de bronze (2000, 2004, 2008) | 2       |

## Classificação
| Seleção   | P | J | V | E | D | GP | GC | SG  |
| --------- | - | - | - | - | - | -- | -- | --- |
| Canadá    | 9 | 3 | 3 | 0 | 0 | 7  | 2  | +5  |
| Alemanha  | 4 | 3 | 1 | 1 | 1 | 9  | 5  | +4  |
| Austrália | 4 | 3 | 1 | 1 | 1 | 8  | 5  | +3  |
| Zimbabwe  | 0 | 3 | 0 | 0 | 3 | 3  | 15 | –12 |

Ordenamento da classificação: 1) Pontos; 2) Diferença de gol(o)s total; 3) Gol(o)s marcados; 4) Sorteio.

## Partidas

### Primeira rodada
Canadá vs Austrália
| 3 de agosto | Canadá                   | 2 – 0        | Austrália | Arena Corinthians, São Paulo                    |
| 15:00       | Beckie 1' · Sinclair 80' | FIFA RIO2016 |           | Público: 20 521 Árbitro: FRA Stéphanie Frappart |

Zimbabwe vs Alemanha
| 3 de agosto | Zimbabwe   | 1 – 6        | Alemanha                                                                        | Arena Corinthians, São Paulo           |
| 18:00       | Basopo 50' | FIFA RIO2016 | Däbritz 22' · Popp 36' · Behringer 53', 78' · Leupolz 83' · Chibanda 90' (g.c.) | Público: 20 521 Árbitro: MAS Rita Gani |

### Segunda rodada
Canadá vs Zimbabwe
| 6 de agosto | Canadá                              | 3 – 1        | Zimbabwe     | Arena Corinthians, São Paulo              |
| 15:00       | Beckie 7', 35' · Sinclair 19' (pen) | FIFA RIO2016 | Chirandu 86' | Público: 30 295 Árbitro: PAR Olga Miranda |

Alemanha vs Austrália
| 6 de agosto | Alemanha                      | 2 – 2        | Austrália           | Arena Corinthians, São Paulo                     |
| 18:00       | Däbritz 45+2' · Bartusiak 88' | FIFA RIO2016 | Kerr 6' · Foord 45' | Público: 37 475 Árbitro: NZL Anna-Marie Keighley |

### Terceira rodada
Austrália vs Zimbabwe
| 9 de agosto | Austrália                                                                  | 6 – 1        | Zimbabwe    | Arena Fonte Nova, Salvador                 |
| 16:00       | De Vanna 2' · Polkinghorne 15' · Kennedy 37' · Simon 50' · Heyman 55', 66' | FIFA RIO2016 | Msipa 90+1' | Público: 5 115 Árbitro: SUI Esther Staubli |

Alemanha vs Canadá
| 9 de agosto | Alemanha            | 1 – 2        | Canadá            | Estádio Nacional, Brasília              |
| 16:00       | Behringer 13' (pen) | FIFA RIO2016 | Tancredi 26', 60' | Público: 8 227 Árbitro: PRK Ri Hyang-ok |